# Pecan Acres
Pecan Acres – jednostka osadnicza w Stanach Zjednoczonych, w stanie Teksas, siedziba administracyjna hrabstwa Tarrant.